# 아니아크착산
아니아크착산은 미국 알래스카주에 있는 화산이다. 칼데라는 3,700여년 전의 이 화산의 폭발로 만들어졌으며, 폭은 5~10km, 깊이는 500m~1km에 이른다. 그 후 마자마 산과 같이 소규모의 분화가 일어 작은 화산이 만들어졌다. 또 화산 입구에는 물쌀이 빠른 하천이 흐르고 있어 래프팅도 즐길 수 있다고 한다.